# Eumichtis dyssymetrica
Eumichtis dyssymetrica är en fjärilsart som beskrevs av Charles E. Rungs 1967. Eumichtis dyssymetrica ingår i släktet Eumichtis och familjen nattflyn. Inga underarter finns listade i Catalogue of Life.